# 寺子屋

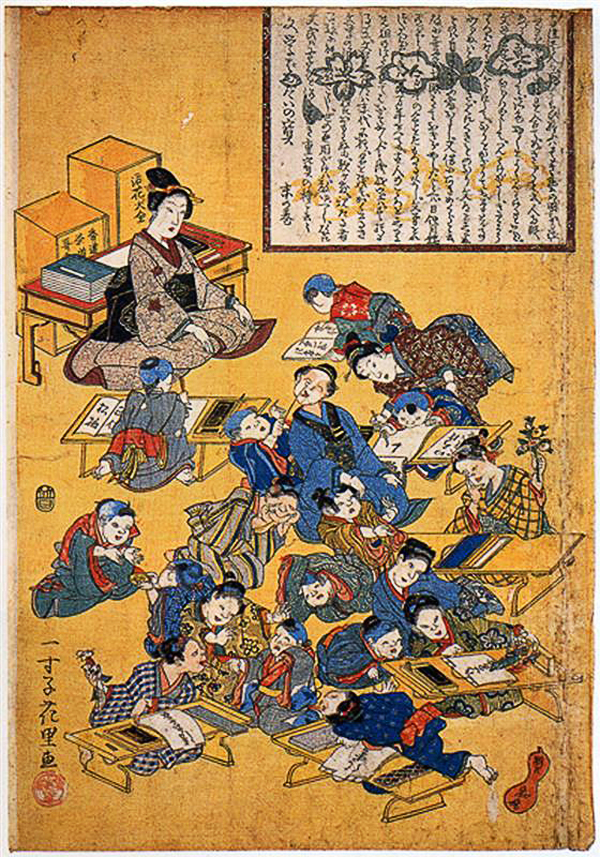
寺子屋里的女教师和学生
一寸子花里「文学万代之宝」

寺子屋（てらこや）是日本江户时代让平民百姓子弟接受教育的民间设施（私塾）。也称为手习所或手习塾。「寺子屋」的称谓主要在京都，大坂和伊势近畿地区使用，在江户称为「手习指南所」或「手跡指南」。

## 沿革
寺子屋起源于日本中世纪的寺院的教育。当时武士阶层的子弟往往被送到领地内的寺庙接受教育，日语中寺子屋的「子」和「小」发音相同，意思相近。寺子屋也因此而得名。
到了江户时代，随着社会安定，工商业发展，社会需要大量有文化的人才，初等教育的需求进一步增长，寺子屋逐渐脱离寺院在全国各地推广。寺子屋首先在江户，京都的中心城区得到普及。宽政年间（1690年代）农村也开始出现寺子屋，寺子屋在江户中后期（19世紀）的天保年间（1830年代）数量增长尤为迅速。明治维新之前江户约有1,500间，全国约有15,000间寺子屋。
明治维新以后导入西方国家的学制，1872年寺子屋完成其历史使命退出历史舞台。

## 教育内容
寺子屋在教习学生读写算能力的基础上还教授地理，人名，书信写作，以及和实际生活相关的技能技巧。教材有『庭训往来』，『商卖往来』，『百姓往来』（书信礼仪），『千字文』（识字），『名头』，『苗字尽』（人名），『国尽』，『町村尽』（地名），『四书五经』，『六谕衍义』（儒学），『国史略』『十八史略』（历史），『唐诗选』，『百人一首』，『徒然草』（古典诗词）。其中往来书信频繁被作为教材，因此往来物也是教科书的代名词。

## 教师和学生
寺子屋教师的身份各式各样，初期主要是僧侣，神官，医生，武士，浪人，书法家。随着寺子屋需求的增加平民也加入到教师的队伍。同时出现了专门培养教师的寺子屋（例如足利学校）。不光男性，女性也能成为寺子屋的教师，一般教师是终生职业。
寺子屋的学生称为笔子。寺子屋对学生的入学和毕业年龄没有限制，一般5-6岁入学，13-18岁毕业，一间寺子屋通常有10至100名学生。有只招收男学生和女学生的寺子屋。但多数寺子屋既招男学生也招女学生。老师如果去世，学生会凑钱为老师修建坟墓，称为笔子冢，据调查光千叶县房总半岛就有3,350个笔子冢。